# 贝朗格利斯
贝朗格利斯（法語：Bellenglise，法語發音：[bɛlɑ̃ɡliz]）是法国上法蘭西大區埃纳省的一个市镇，属于圣康坦区。

## 地理
贝朗格利斯（49°55'19"N, 3°14'36"E）面积6.4 平方千米，位于法国上法蘭西大區埃纳省，该省份为法国北部内陆省份，北起北部省，西接索姆省和瓦兹省，东临阿登省和马恩省，西南至塞纳-马恩省，东北部与比利时接壤。
与贝朗格利斯接壤的市镇（或旧市镇、城区）包括：贝利库尔、勒欧库尔、马福拉福斯、诺鲁瓦、蓬吕埃。

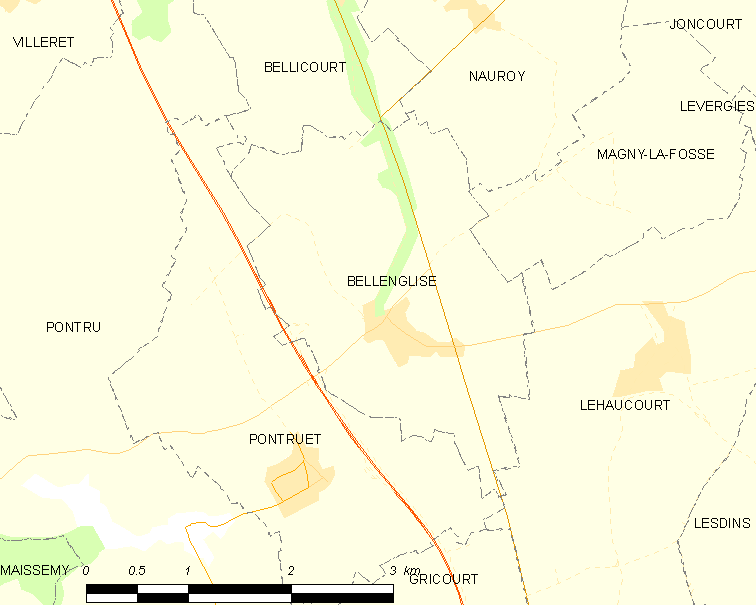
贝朗格利斯的OSM定位图

贝朗格利斯的时区为UTC+01:00、UTC+02:00（夏令时）。

## 行政
贝朗格利斯的邮政编码为02420，INSEE市镇编码为02063。

## 政治
贝朗格利斯所属的省级选区为博安昂韦尔芒多瓦县。

## 人口

1962-2008年间贝朗格利斯人口变化图示

贝朗格利斯于2022年1月1日时的人口数量为379人。